# Laurențiu Bran
Laurențiu Bran (n. 1865, Tohat, comitatul Sălaj – d. 1942, Aluniș, Sălaj) a fost un preot român greco-catolic, primul traducător român al poeziilor lui Mihai Eminescu într-o altă limbă.
Bran a slujit ca preot în Săplac pe Someș (azi Aluniș) între 1890 și 1942.

## Biografie
Laurențiu Bran s-a născut în 1865 în Tohat, comună pe valea Someșului, în apropiere de Cehu Silvaniei. A învățat la Gimnaziul Piarist din Sighet în 1886, iar apoi și-a continuat studiile la Seminarul Teologic din Gherla, pe care l-a absolvit în 1890, an în care s-a căsătorit cu Leontina Bran (1874-1941) și a fost hirotonit preot. A slujit mai întâi în Băița de sub Codru, apoi în Someș-Săplac (Alunișul de azi). A fost fratele mai mic al memorandistului Emil Bran, senator de Maramureș, apoi de Sălaj, vicar de Șimleu Silvaniei, canonic de Oradea. Văr cu poetul și pedagogul Petre Dulfu, autorul Isprăvilor lui Păcală. A murit în 1942. Este cunoscut faptul că a avut doi copii: Emil (1896-1897) și Reghina (căsătorită cu preotul Ioan Podoabă, mamă a patru fete).
Laurențiu Bran este primul traducător român al lui Mihai Eminescu în limba maghiară, traducere apărută încă în timpul vieții poetului (ianuarie 1889). Primul traducător în limba maghiară al lui Mihai Eminescu a fost József Sándor (în 1885).  Bran a utilizat ca sursă ediția Maiorescu. Membru sârguincios al ASTRA, după Primul Război Mondial conduce despărțământul Jibou, înființează biblioteci poporale în satele din zonă și organizează cursuri de alfabetizare a adulților. Redactor-șef, apoi editor al revistei Sălajul (1920-1929, 1933), publică și în alte reviste ardelene sau sălăjene traduceri, articole de istorie, culegeri de folclor.

## Scrieri
- Antologia de traduceri Román költőkből (Din poeții români), în colaborare cu Révay Károly, Baia Mare, 1909 [1910?][3]

## Prezențe în antologii, culegeri, alte volume colective
- Grigorie M. Croitoru, Maria V. Croitoru, Din folclorul copiilor și al tinerilor din Aluniș, Editura Caiete Silvane, Zalău, 2008.